# Rabenkirchen-Faulück
Rabenkirchen-Faulück (en danois: Ravnkær-Fovlløk) est une commune de l'arrondissement de Schleswig-Flensbourg, Land de Schleswig-Holstein.

## Géographie
La commune se situe au bord de la Schlei.
Depuis 1971, elle regroupe les quartiers de Faulück (da: Fovlløk), Faulückfeld (Fovlløkmark), Karschau (Karskov), Neuwerk, Rabenkirchen (Ravnkær), Rabenkirchenholz (Ravnkærkskov) et Spinkery (Spinkeryde).
Elle se trouve à 6 km à l'ouest de Kappeln, sur la Bundesstraße 201 conduisant à Husum.

## Histoire
L'église Sainte-Marie, une église romane en pierre, est construite au XIIe siècle. Au XVe siècle, le chœur roman est démoli et remplacé par un bâtiment plus grand de style gothique tardif. La tour en brique bâtie à la même période est la première de la péninsule d'Angeln et est recouverte de granit au XVIIe siècle.
Elle se situe sur une petite butte. Selon une légende, deux corbeaux ("Raben" en allemand) messagers du ciel, probablement du dieu Odin, se seraient établis sur cette hauteur loin du village de Rabenkirchen, déterminant la place de l'église. Cependant, comme de nombreuses églises des XIIe et XIIIe siècles, il y avait ici une place de culte païen.
En 2000, près de Karschau, une épave des Vikings datant du XIIe siècle est retrouvée au bord de la Schlei. Elle représente l'un des navires de charge les plus grands de son époque.